# Microplexia aurantiaca
Microplexia aurantiaca là một loài bướm đêm trong họ Noctuidae.